# Zosima korovinii
Zosima korovinii là một loài thực vật có hoa trong họ La bố ma. Loài này được Pimenov miêu tả khoa học đầu tiên năm 1976.